# Kalundborg Kommune
Kalundborg Kommune er en kommune i Region Sjælland. Kommunen har navn efter byen Kalundborg.

## Byer
| Kommunens største byer |                |                   |
| Nr                     | By             | Indbyggere (2025) |
| 1                      | Kalundborg     | 16.659            |
| 2                      | Høng           | 4.304             |
| 3                      | Gørlev         | 2.396             |
| 4                      | Svebølle       | 2.288             |
| 5                      | Ubby           | 1.865             |
| 6                      | Havnsø         | 917               |
| 7                      | Snertinge      | 885               |
| 8                      | Spangsbro      | 749               |
| 9                      | Rørby          | 719               |
| 10                     | Kirke Helsinge | 515               |
| 11                     | Reersø         | 504               |
| 12                     | Årby           | 414               |
| 13                     | Kaldred        | 407               |
| 14                     | Ulstrup        | 389               |
| 15                     | Sæby           | 337               |
| 16                     | Føllenslev     | 336               |
| 17                     | Løve           | 296               |
| 18                     | Ugerløse       | 258               |
| 19                     | Svallerup      | 251               |

## Veje
I Kalundborg Kommune er der 897 km offentlig vej, hvoraf 46 km statsveje (1. januar 2007).

## Kommunalreformen i 2007
Kalundborg Kommune er opstået ved kommunalreformen i 2007 ved sammenlægning af følgende:
- Bjergsted Kommune
- Gørlev Kommune
- Hvidebæk Kommune
- Høng Kommune
- Kalundborg Kommune

Den nuværende kommune dækker et område, der stort set svarer til de tidligere Ars, Skippinge og Løve herreder (med undtagelse af Ruds Vedby, Skellebjerg og Holmstrup sogne).
Kalundborg Kommune var indtil den 1. januar 2007 en kommune i Vestsjællands Amt med et areal på 130,20 km² og et indbyggertal på 19.879 (2003).

## Byråd
| 7 |  |  | 8 | 2 | 10 | 2 |

| 22 | 9 |

| 8 |  |  | 5 | 4 | 11 |  |

| 19 | 12 |

| 6 | 2 |  | 5 | 11 | 2 |

| 17 | 10 |

| 8 |  |  | 5 | 11 |  |

| 17 | 10 |

| 8 |  |  | 2 | 2 | 2 | 10 |  |

| 18 | 9 |

| 6 |  |  | 2 | 2 | 10 |  | 4 |

| 17 | 10 |

### Nuværende byråd
| Navn                      | Parti                                  |
| ------------------------- | -------------------------------------- |
| Martin Damm (Borgmester)  | Venstre - 10 mandater                  |
| Jakob Beck Jensen         | Venstre - 10 mandater                  |
| Kristian Kallenbach       | Venstre - 10 mandater                  |
| Niels-Erik Sørensen       | Venstre - 10 mandater                  |
| Jacqueline Hersing        | Venstre - 10 mandater                  |
| Gitte Johansen            | Venstre - 10 mandater                  |
| Mustapha Badr             | Venstre - 10 mandater                  |
| Bodil Hellemann           | Venstre - 10 mandater                  |
| Karl-Åge Hornshøj Poulsen | Venstre - 10 mandater                  |
| Thomas Pedersen           | Venstre - 10 mandater                  |
| Tina Beck-Nilsson         | Socialdemokratiet - 8 mandater         |
| Gunver Jensen             | Socialdemokratiet - 8 mandater         |
| Kirsten Rask              | Socialdemokratiet - 8 mandater         |
| Kristine Vesterskov Olsen | Socialdemokratiet - 8 mandater         |
| Nikolaj Lykke Vad         | Socialdemokratiet - 8 mandater         |
| Jonas Henriksen           | Socialdemokratiet - 8 mandater         |
| Esben Hansen              | Socialdemokratiet - 8 mandater         |
| Aase Due                  | Socialdemokratiet - 8 mandater         |
| Henriette Ergemann        | Nye Borgerlige - 2 mandater            |
| Tonny Voldby Pedersen     | Nye Borgerlige - 2 mandater            |
| Thomas M. Hiorth          | Socialistisk Folkeparti - 2 mandater   |
| Jonas Ghiyati             | Socialistisk Folkeparti - 2 mandater   |
| Peter Jacobsen            | Dansk Folkeparti - 2 mandater          |
| Martin Schwartzbach       | Dansk Folkeparti - 2 mandater          |
| Niels Erik Danielsen      | Enhedslisten - 1 mandat                |
| Jesper Wienmann Hansen    | Det Konservative Folkeparti - 1 mandat |
| Hans Munk                 | Radikale Venstre - 1 mandat            |

| Navn                  | Skiftet fra       | Skiftet til                | Dato              |
| --------------------- | ----------------- | -------------------------- | ----------------- |
| Gunver Jensen         | Socialdemokratiet | Kalundborg-Listen          | 22. november 2021 |
| Jonas Henriksen       | Socialdemokratiet | Kalundborg-Listen          | 22. november 2021 |
| Henriette Ergemann    | Nye Borgerlige    | Frit Borgerligt Fællesskab | 6. marts 2023     |
| Tonny Voldby Pedersen | Nye Borgerlige    | Frit Borgerligt Fællesskab | 6. marts 2023     |

| Udtrådt      | Indtrådt     | Parti                   | Dato           |
| ------------ | ------------ | ----------------------- | -------------- |
| Jonas Ghyati | Eva Levinsen | Socialistisk Folkeparti | 2. august 2024 |

### Byrådet 2018-2022
| Navn                      | Parti                          |
| ------------------------- | ------------------------------ |
| Martin Damm (Borgmester)  | Venstre - 11 mandater          |
| Malene Grandjean          | Venstre - 11 mandater          |
| Jakob Beck Jensen         | Venstre - 11 mandater          |
| Niels-Erik Sørensen       | Venstre - 11 mandater          |
| Kristian Kallenbach       | Venstre - 11 mandater          |
| Thomas Pedersen           | Venstre - 11 mandater          |
| Karl-Åge Hornshøj Poulsen | Venstre - 11 mandater          |
| Gitte Johansen            | Venstre - 11 mandater          |
| Anne E. Jensen            | Venstre - 11 mandater          |
| Ella Rasmussen            | Venstre - 11 mandater          |
| Dan Hansen                | Venstre - 11 mandater          |
| Gunver Jensen             | Socialdemokratiet - 8 mandater |
| Kirsten Rask              | Socialdemokratiet - 8 mandater |
| Kristine Vesterskov Olsen | Socialdemokratiet - 8 mandater |
| Hanne Olesen              | Socialdemokratiet - 8 mandater |
| Aase Due                  | Socialdemokratiet - 8 mandater |
| Lars Kuhre Mortensen      | Socialdemokratiet - 8 mandater |
| Abdullahi Gutale          | Socialdemokratiet - 8 mandater |
| Sylvester Agbedoglo       | Socialdemokratiet - 8 mandater |
| Peter Jacobsen            | Dansk Folkeparti - 5 mandater  |
| Gert Larsen               | Dansk Folkeparti - 5 mandater  |
| Martin Schwartzbach       | Dansk Folkeparti - 5 mandater  |
| Anne Marie Hansen         | Dansk Folkeparti - 5 mandater  |
| Hans Kurt Jørgensen       | Dansk Folkeparti - 5 mandater  |
| Niels Erik Danielsen      | Enhedslisten - 1 mandat        |
| Thomas M. Hiorth          | SF - 1 mandat                  |
| Ole Glahn                 | Radikale Venstre - 1 mandat    |

| Navn          | Skiftet fra      | Skiftet til             | Dato               |
| ------------- | ---------------- | ----------------------- | ------------------ |
| Gert Larsen   | Dansk Folkeparti | Løsgænger               | 24. november 2017  |
| Anita Winther | Venstre          | Konservative            | 11. september 2019 |
| Gert Larsen   | Løsgænger        | Demokratisk Fællesliste | 3. oktober 2020    |

| Dato            | Udtrådt          | Indtrådt        | Parti             |
| --------------- | ---------------- | --------------- | ----------------- |
| 27. august 2019 | Ella Rasmussen   | Anita Winther   | Venstre           |
| -               | Abdullahi Gutale | Marianne Madsen | Socialdemokratiet |
| 1. april 2021   | Ole Glahn        | Hans Munk       | Radikale Venstre  |

## Borgmestre
| Navn            | Parti             | Periode                             |
| --------------- | ----------------- | ----------------------------------- |
| Tommy Dinesen   | SF                | 1. januar 2007 - 30. januar 2008    |
| Kaj Buch Jensen | Socialdemokratiet | 31. januar 2008 - 31. december 2009 |
| Martin Damm     | Venstre           | 1. januar 2010 -                    |

Tommy Dinesen (SF) fortsatte som borgmester i den nyoprettede Kalundborg Kommune efter sin tid som borgmester i den gamle Kalundborg Kommune (1970-2006) i fem år fra 1. januar 2002 til og med 31. december 2006.